# José Avillez
José de Avillez Burnay Ereira (Lisboa, 24 de outubro de 1979) mais conhecido por José Avillez, é um conceituado chef de cozinha e empresário português. No início de 2012, José Avillez assumiu o comando do restaurante Belcanto (estabelecido em 1958) e renovou-o totalmente; em menos de um ano após a sua reabertura, foi distinguido com uma estrela Michelin. Já em 2014, o Belcanto recebeu a sua segunda estrela Michelin e, em 2019, foi considerado um dos 50 melhores restaurantes do mundo pela The World's 50 Best Restaurants. Atualmente, tem vários restaurantes em Portugal, em Lisboa e no Porto, e também no Dubai.
O seu tipo de cozinha, contemporânea e de essência portuguesa, já lhe valeu diversas distinções nacionais e internacionais, tais como o Grand Prix de l'Art de la Cuisine que lhe foi atribuído pela Académie Internationale de la Gastronomie.

## Família
Filho de José Burnay Nunes Ereira (Cascais, 7 de novembro de 1950), trineto do 1.º Conde de Burnay, e de sua mulher, D. Maria de Fátima de Miranda de Avillez (Cascais, 13 de outubro de 1952), trineta do 1.° Visconde do Reguengo e 1.° Conde de Avillez, e do 8.º Conde das Galveias, e irmão de Teresa de Avillez Burnay Ereira (Lisboa, 2 de abril de 1978). É casado (2 de maio de 2015) com Sofia de Mello e Castro Ulrich (2 de maio de 1975), filha de Fernando Ulrich.

## Carreira
Licenciou-se em Comunicação Empresarial pelo Instituto Superior de Comunicação Empresarial, com uma tese dedicada ao estudo da identidade e da imagem da gastronomia portuguesa avaliada em 16 valores. Iniciou a sua carreira no restaurante Fortaleza do Guincho, em Cascais. Trabalhou com José Bento dos Santos, na Quinta do Monte d'Oiro e privou profissionalmente em sessões de estudo com Maria de Lourdes Modesto.
Entre viagens de estágio e de trabalho, passou pelas cozinhas dos grandes mestres mundiais, como por exemplo Alain Ducasse, Éric Fréchon e Ferran Adrià.
Em 2005, na sequência do trabalho realizado e de um jantar de apresentação que preparou no Hotel Bristol em Paris, recebeu o prémio "Chef d'Avenir", atribuído pela Academia Internacional de Gastronomia, composta por representantes de mais de 40 países de todo o mundo.
No segundo semestre desse ano, integrou a equipa do restaurante El Bulli em Roses, Barcelona, para um estágio profissional.
Foi chef executivo do Restaurante Tavares de 2008 a 2011, onde, em 2009, foi reconhecido pela primeira vez com uma estrela do Guia Michelin.

## Restaurantes
Em Setembro de 2011 abriu o restaurante Cantinho do Avillez, no Chiado, em Lisboa.
Em Janeiro de 2012 assumiu o comando do restaurante Belcanto, que apresenta uma alta-cozinha portuguesa. Nesse mesmo ano, acompanhou Anthony Bourdain na sua vinda a Lisboa para filmar o programa «No Reservations».
Em Março de 2013 abriu o restaurante Pizzaria Lisboa. Em Setembro desse ano inaugurou o Café Lisboa, situado no Largo de São Carlos.
Em Março de 2014 abriu o bar e restaurante Mini Bar, no Teatro de São Luiz, em Lisboa. Em Setembro do mesmo ano inaugurou o Cantinho do Avillez no Porto.
Em Agosto de 2016 inaugurou o Bairro do Avillez, no Chiado, composto por diferentes conceitos: Mercearia, Taberna e Páteo.
Em Março de 2017 inaugurou o Beco – Cabaret Gourmet, inserido no Bairro do Avillez, no Chiado, com o conceito de jantar-espectáculo. 
Em Julho de 2017 abriu a Cantina Peruana, no Bairro do Avillez, com a cozinha peruana do seu amigo e chef peruano de renome internacional Diego Muñoz. Fechou em 2020.
Em Dezembro de 2017, aceitando o desafio do El Corte Inglés Lisboa, abriu a Tasca Chic com sabores portugueses, o Jacaré, um carnívoro vegetariano, e o Barra Cascabel, um espaço com sabores mexicanos que resulta de uma parceria com o chef mexicano Roberto Ruiz.
Em Maio de 2018, na celebração dos 20 anos da Expo '98, abriu o Cantinho do Avillez no Parque das Nações. 
Em Julho de 2018 abriu o Mini Bar na cidade do Porto, que fechou em 2020. 
Em Setembro de 2018 a Cantina Peruana mudou-se do Bairro do Avillez para a rua de São Paulo e fechou em 2020. 
Em Março de 2019 abriu o restaurante luso-asiático Rei da China, inspirado na comida de rua asiática, no Chiado, em Lisboa, e em parceria com o chef argentino Estanislao Carenzo, perito em gastronomia asiática. Fechou em 2020.
Ainda em Março de 2019 inaugurou o seu primeiro projecto de restauração internacional, a Tasca, no hotel de 5 estrelas Mandarin Oriental Jumeira, no Dubai.
Em Maio de 2019 o Cantinho do Avillez chegou a Cascais, depois do sucesso no Chiado, Parque das Nações e Porto.
Em Janeiro de 2020, em co-autoria com Ana Moura e António Zambujo, abriu o restaurante Canto, que oferece um menu inspirado na cozinha portuguesa seguido de uma actuação musical.
Em Maio de 2020, e devido aos efeitos da pandemia Covid-19 no sector da restauração e do turismo, José Avillez reorganiza os seus restaurantes: encerra definitivamente alguns e adapta os que mantém abertos à nova realidade nacional e internacional. Belcanto, Bairro do Avillez - com a Taberna, o Páteo, o Mini Bar e a Pizzaria Lisboa – Cantinho do Avillez em Lisboa, Cascais, Parque das Nações e Porto e os três restaurantes situados no Gourmet Experience do El Corte Inglés de Lisboa – Tasca Chic, Jacaré e Barra Cascabel - voltam a abrir as suas portas. Encerram o Beco, Café Lisboa, Cantina Peruana, Canto, Rei da China e Casa dos Prazeres; no Porto, encerra o Mini Bar.
Em Março de 2022, inaugura o Encanto, em Lisboa.
Em Abril de 2023, dá, finalmente, assinatura ao restaurante Mesa, em Macau, na China, depois de o restaurante ter aberto anos antes, mas por impossibilidade devido à pandemia de Covid-19, nunca chegou a estar presente na sua inauguração.

## Distinções
2021
- José Avillez fica em 44º lugar na prestigiada lista “The Best Chef Awards”.
- O Belcanto é considerado um dos 50 melhores restaurantes do mundo pela prestigiada “The World’s 50 Best Restaurants”, ocupando a 42ª posição.

2020
- José Avillez fica em 70º lugar na prestigiada lista “The Best Chef Awards”.

2019
- O Belcanto é eleito o 42º melhor restaurante do mundo pela "The World's 50 Best Restaurants".

2018
- José Avillez recebe o prémio "Chefe do Ano" e o Belcanto recebe o "Garfo de Platina" da edição de 2018 dos prémios Boa Cama, Boa Mesa.[9]
- O restaurante Belcanto ocupa a 75ª posição na lista "The World's 50 Best Restaurants" organizada pela revista Restaurant.
- José Avillez é agraciado com o "Grand Prix de l'Art de la Cuisine" atribuído pela Academia Internacional de Gastronomia[10]

2017
- O restaurante Belcanto passa a ocupar a 85ª posição na lista "The World's 50 Best Restaurants" organizada pela revista Restaurant.
- O Belcanto é distinguido com o "Garfo de Ouro" pelo guia Boa Cama, Boa Mesa do jornal Expresso.

2016
- O restaurante Belcanto recebe o prémio "Melhor Restaurante Internacional" da Condé Nast Traveler International.[11]
- O guia Boa Cama, Boa Mesa, publicado pelo jornal Expresso, atribui ao Belcanto o "Garfo de Ouro".[12]
- José Avillez recebe dois prémios do blogue gastronómico Mesa Marcada: "Chef do Ano 2015" e "Restaurante do Ano 2015", atribuídos ao Belcanto.[13]
- O Belcanto é distinguido com o prémio "Restaurante Gastronómico 2015", atribuído pela revista WINE – A Essência do Vinho.[14]

2015
- O Belcanto é incluído na lista "The World’s 50 Best Restaurants", organizada pela revista Restaurant, ficando na 91.ª posição.[15]
- O "Guia Repsol 2015" distingue o Belcanto com três sóis Repsol, e o Mini Bar e o Cantinho do Avillez (Lisboa e Porto) com um sol Repsol.
- José Avillez foi distinguido com o prémio "Gastronomia David Lopes Ramos 2014" pela Revista de Vinhos.[16]
- Distinguido com o prémio "Chef de Cozinha do Ano" pela revista WINE – A Essência do Vinho.[17]
- O Belcanto é distinguido com o "Garfo de Ouro" pelo guia Boa Cama, Boa Mesa, publicado pelo jornal Expresso.[18]

2014
- O Belcanto é distinguido com duas estrelas Michelin.[19]
- O Belcanto é distinguido com o "Garfo de Ouro" pelo guia Boa Cama, Boa Mesa, publicado pelo jornal Expresso.[20]
- Recebe dois prémios do prestigiado blogue gastronómico Mesa Marcada: "Chef do Ano 2013" e "Restaurante do Ano 2013", atribuídos ao Belcanto.[21]

2013
- É distinguido com o prémio "Chef do Ano" pelo guia Boa Cama, Boa Mesa, publicado pelo jornal Expresso.[22]
- O Belcanto é distinguido com a mais alta distinção atribuída aos restaurantes, o "Garfo de Platina", pelo guia Boa Cama, Boa Mesa, publicado pelo jornal Expresso.[23]
- O Belcanto é nomeado para a primeira lista anual "Foodie Top 100 Restaurants: Europe, UK & Asia Pacific".[24]
- O Belcanto é distinguido com três sóis Repsol pelo Guia Repsol 2014.[25]

2012
- O Belcanto é distinguido com uma estrela Michelin.[26]

## Televisão, Rádio e Imprensa
Em 2016, spresentou o programa Combinações ImProváveis, no canal SIC Mulher, e, antes disso, foi apresentador de três temporadas do programa JA ao Lume, também no canal SIC Mulher.
Entre 2014 e 2016 apresentou um programa nas "Manhãs da Rádio Comercial" intitulado "O Chef Sou Eu", em que sugeria receitas, partilhava dicas de cozinha e conversava sobre curiosidades gastronómicas.
É convidado frequente, como entrevistado e comentador, em programas de televisão e rádio, e é autor de uma receita semanal na Revista E do semanário Expresso.
Em 2019 é um dos mestres no programa da TV Globo - Brasil - Mestre do Sabor.
Em 2020, participou novamente como jurado na competição gastronómica da TV Globo, - Mestre do Sabor, desta vez parcialmente até Maio de 2020).

## Livros
Em 2006 José Avillez lançou o seu primeiro livro, Um Chef em Sua Casa, tendo sido, nesse ano, um dos livros de cozinha mais vendidos em Portugal, com mais de 15 mil exemplares, e também lançado no Brasil.
Em 2011 publicou Petiscar Com Estilo, um livro trilingue que reúne receitas dos petiscos típicos de Portugal.
Nesse mesmo ano, participa no livro A Boy After the Sea 2, de Kevin Snook, juntamente com Heston Blumenthal, Thomas Keller e Daniel Boulud.
Em 2013 José Avillez regressa à escrita com Cantinho do Avillez - As Receitas, um livro bilingue que dá a conhecer algumas das receitas de sucesso do seu restaurante com o mesmo nome.
Em 2015, numa iniciativa conjunta com o semanário Expresso, publicou o livro Receitas Leves.
Em 2016 publicou o livro Combinações ImProváveis, edição bilingue, que reúne as melhores receitas do programa de televisão com o mesmo título.
Além dos livros publicados em nome próprio, participou ainda em diversas publicações, como o livro COCO, organizado pelo chef Ferran Adrià ou Where Chef's Eat, da autoria do crítico gastronómico Joe Warwick. 